# Francavilla Fontana
Francavilla Fontana es una localidad y comune italiana de la provincia de Brindisi, región de Apulia, con 36.615 habitantes.

## Evolución demográfica
| Gráfica de evolución demográfica de Francavilla Fontana entre 1861 y 2001 |
|                                                                           |
| Fuente ISTAT - elaboración gráfica de Wikipedia                           |